# Bagaran, Armavir
Bagaran là một đô thị thuộc tỉnh Armavir, Armenia. Dân số ước tính năm 2011 là 655 người.